# Ceballosia dusmeti
Ceballosia dusmeti är en stekelart som beskrevs av Mercet 1921. Ceballosia dusmeti ingår i släktet Ceballosia och familjen sköldlussteklar.
Artens utbredningsområde är:
- Bulgarien.
- Tjeckien.
- Ungern.
- Rumänien.
- Spanien.
- Armenien.
- Moldavien.
- Ukraina.

Inga underarter finns listade.